# Iglesia de Nuestra Señora del Buen Consejo
La Iglesia de Nuestra Señora del Buen Consejo (en noruego: Vår Frue Kirke av det Gode Råd) es una iglesia parroquial católica en la ciudad de Porsgrunn en Telemark, Noruega.
La iglesia está situada en el centro de la ciudad, justo al sur del río Porsgrunn, en la intersección de Sverresgate y Aalsgate. La iglesia fue construida en 1899 por Haldor Larsen Borve y es un ejemplo clásico de la arquitectura Dragestil.